# Башкиров, Алексей Степанович
Алексе́й Степа́нович Башки́ров (19(31) июля 1885, с. Кукмор Казанской губернии — 1 января 1963, Москва) — советский историк-антиковед и археолог. Специалист по древней истории, искусствоведению и архитектуре, этнограф и краевед, культуролог, один из основателей советской палеосейсмологии. Доктор исторических наук (1945), профессор.

## Биография
В 1913 году окончил историко-филологический факультет Петербургского университета, одновременно прослушал два курса в Археологическом институте. Будучи студентом, принимал участие в археологических раскопках Ольвии у Б. В. Фармаковского и в Херсонесе у Р. Х. Лепера. В 1914 году окончил архитектурные классы Высшего художественного училища при Императорской Академии художеств. В том же году по рекомендации Б. В. Фармаковского и М. И. Ростовцева направлен в Русский археологический институт в Константинополе, где состоял научным сотрудником и прикомандированным к профессорскому званию. Участвовал в раскопках Студийского монастыря.
После ряда заграничных странствий с научными целями в Греции, Италии, Франции, Англии и скандинавских странах, в начале 1917 года вернулся в Россию и стал магистрантом Петроградского университета.
В 1919—1923 годах жил в Самаре, где был директором музея и преподавал в университете. С 1923 года в Москве. Заведовал отделом византийских древностей в Историческом музее. Профессор 2-го МГУ (1922—1924).
В 1924 году вместе с И. Н. Бороздиным осуществил поездку в Крым, где обследовал Гераклейский полуостров. В 1924-34 годах — член Института археологии и искусствознания и Института народов Востока СССР РАНИОН. В 1926—1927 годах занимался исследовательской деятельностью на Тамани.
Объектами его исследований 1920-х годов были средневековые древности, преимущественно памятники искусства, в Дагестане (1923—1928), Абхазии (1925), Татарии (1925), Крыму (1925, 1926).
В 1930—1931 годах заведовал кафедрой археологии историко-философского факультета МГУ. Действительный член НИИ художественной промышленности (1932—1934) и Всесоюзной академии архитектуры (с 1934). В 1935 году был репрессирован, арестован и выслан в Казахстан.
C 1938 года работал в Калининском педагогическом институте (КГПИ), был взят на место уволившегося С. В. Фрязинова, профессор, и. о. зав. кафедрой древней и средней истории, организационно просуществовавшей чуть более года, в 1942—1948 годах заведовал кафедрой всеобщей истории (сменил его в этой должности Г. Т. Сиводедов).
В 1945 году на учёном совете истфака МГУ защитил докторскую диссертацию «Антисейсмизм древней архитектуры», которая была опубликована в «Учёных записках» КГПИ.
В 1945—1962 годах возглавлял кафедру всеобщей истории Ярославского государственного университета.
Возобновил раскопки на Таманском полуострове (1947—1949, 1951, 1961, 1962), сосредоточившись на исследовании Патрея. В 1955 году реабилитирован.
Автор около 40 статей и двух монографий, в том числе «Памятники булгаро-татарской культуры на Волге» (Казань, 1925), «Искусство Дагестана. Разные камни» (1931) и «Художественная культура Советского Востока» (соавт., 1931).
Похоронен на Кузьминском кладбище.